# Paramédicos de Catástrofe Internacional
Os Paramédicos de Catástrofe Internacional (PCI) são uma organização humanitária independente e neutra dedicada a assegurar a proteção e assistência humanitária às vítimas de conflitos armados, bem como a indivíduos afetados por outras situações de violência. Eles atuam em resposta a emergências, promovendo o respeito pelo Direito Internacional Humanitário e sua incorporação nas leis nacionais de países afetados.
O objetivo central da PCI é combater a pobreza, a exclusão social, o subdesenvolvimento, a fome e as consequências devastadoras da guerra em todo o mundo. Eles realizam suas missões por meio de equipes multidisciplinares que incluem profissionais de saúde, logística e outras áreas, que se voluntariam para dedicar parte de suas vidas para prestar assistência humanitária às populações mais vulneráveis.
Uma característica importante da PCI é sua independência em relação a governos. A maior parte dos recursos financeiros da organização provém de contribuições privadas, o que lhes permite atuar com agilidade e independência na resposta a crises humanitárias. Essa independência também lhes dá a liberdade de denunciar violações dos direitos humanos, inclusive por indivíduos, organizações e governos, como parte de sua missão de proteger populações em perigo.
Em um mundo marcado por conflitos violentos e violações de direitos humanos, os Paramédicos de Catástrofe Internacional desempenham um papel essencial na prestação de assistência humanitária imparcial, proteção e defesa dos direitos fundamentais das populações afetadas por crises. Eles trabalham em contextos de violência extrema, onde a população civil muitas vezes é alvo de ataques, buscando fornecer cuidados médicos, apoio psicossocial, abrigo, alimentação e outros recursos essenciais para aliviar o sofrimento e salvar vidas. Suas declarações públicas e relatórios também servem como testemunho e denúncia de abusos de direitos humanos,
Os PCI- Paramédicos de Catástrofe Internacional, são uma organização independente e neutra que assegura a proteção humanitária e a assistência às vítimas de conflitos armados e de outras situações de violência. Toma iniciativa em resposta a emergências e promove o respeito ao Direito Internacional Humanitário e sua implementação na legislação nacional de um país.
PCI- Paramédicos de Catástrofe Internacional, tem como objetivo lutar contra a pobreza, exclusão social, subdesenvolvimento, fome e sequelas da guerra em qualquer parte do Mundo.
As nossas equipas no terreno em missões internacionais são compostas por profissionais de saúde e de logística e de outras áreas de atuação que aceitam oferecer durante algumas semanas, alguns meses ou alguns anos da sua vida os seus cuidados e as suas competências às populações mais necessitadas.
PCI- Paramédicos de Catástrofe Internacional, vem cada vez mais trabalhar em contextos de violência extrema onde a população civil é alvo de ataques e manipulações. Atualmente nos diversos conflitos que existem no mundo apenas 10% das vítimas são militares. Adaptando métodos de pesquisa de forma a obter informação quantitativa sobre violações de direitos humanos de populações em situação de violência.
Paramédicos de catástrofe Internacional, é independente de governos. A maioria dos recursos da organização vem de contribuições privadas o que permite atuar com agilidade e independência o que proporciona a liberdade de falar sobre indivíduos, organismos e governos que estejam infringindo os direitos humanos.
Essas declarações públicas são um ato de proteção às populações em perigo que impedem a cumplicidade com os abusos testemunhados pelos profissionais da organização.
A Paramédicos de Catástrofe Internacional (PCI) é uma Organização Não Governamental com estatuto jurídico de associação privada, sem fins políticos e sem fins lucrativos

Utilidade Pública, 
IPSS -Instituição Particular de Solidariedade Social
ONG-Organização não Governamental
ONGA-Organização não Governamental do Ambiente
ONGH-Organização não governamental Direitos Humanos
ONGAH-Organização não governamental de Ajuda Humanitária
ONGD -Organização não governamental para o Desenvolvimento
ONGDM -Organização não governamental dos direitos da Mulher 
OVPC-Organização de Voluntariado de Proteção Civil
Nações Unidas 

## Fundação Paramédicos de catástrofe Internacional-PCI
Ela foi fundada por Bruno José Ferreira e um grupo de jovens paramédicos, médicos, advogados, enfermeiros e técnicos diferenciados de diversas áreas que, em sua maioria, tinham trabalhado como voluntários em Angola, Guine Bissau, Cabo Verde, S. Tomé e Príncipe, Moçambique, Timor, Iraque, Bósnia, Brasil, Sri Lanka, Chade, Ganda e Faixa de Gaza.
A PCI assumiu-se como uma organização humanitária inovadora em Portugal, destinada a intervir rapidamente em situações de crise e emergência, e na cooperação para o desenvolvimento, atuando em toda a parte do mundo, tendo o ser humano como centro de todas as suas preocupações, trabalhando  para socorrer as vítimas e minimizando o sofrimento dos mais necessitados.
Paramédicos de Catástrofe Internacional – PCI é uma organização independente e neutra que assegura a proteção humanitária e a assistência às vítimas de conflitos armados e de outras situações de violência. Toma iniciativa em resposta a emergências e promove o respeito ao Direito Internacional Humanitário e sua implementação na legislação nacional de um país.
Paramédicos de Catástrofe Internacional – PCI tem como objetivo lutar contra a pobreza, exclusão social, subdesenvolvimento, fome e sequelas da guerra em qualquer parte do Mundo.
As nossas equipas no terreno em missões internacionais são compostas por profissionais de saúde e de logística e de outras áreas de atuação que aceitam oferecer durante algumas semanas, alguns meses ou alguns anos da sua vida os seus cuidados e as suas competências às populações mais necessitadas.
Paramédicos de Catástrofe Internacional – PCI vem, cada vez mais trabalhar em contextos de violência extrema onde a população civil é alvo de ataques e manipulações. Atualmente nos diversos conflitos que existem no mundo apenas 10% das vítimas são militares. Adaptando métodos de pesquisa de forma a obter informação quantitativa sobre violações de direitos humanos de populações em situação de violência.
Paramédicos de catástrofe Internacional – PCI é independente de governos. A maioria dos recursos da organização vem de contribuições privadas o que permite atuar com agilidade e independência o que proporciona a liberdade de falar sobre indivíduos, organismos e governos que estejam infringindo os direitos humanos. Essas declarações públicas são um ato de proteção às populações em perigo que impedem a cumplicidade com os abusos testemunhados pelos profissionais da organização.

## Objetivo
A PCI tem como objetivo fornecer assistência humanitária em situações de crise e emergência, bem como combater a pobreza, exclusão social, subdesenvolvimento e fome em todo o mundo. Suas equipes são compostas por profissionais de saúde, logística e outras áreas, que dedicam parte de suas vidas para ajudar populações necessitadas.
A ênfase na independência e na capacidade de falar sobre violações de direitos humanos sem restrições governamentais é fundamental para garantir que a PCI possa cumprir sua missão de proteger e ajudar as vítimas em áreas de conflito e violência. O trabalho humanitário desempenhado por organizações como a PCI é crucial para mitigar o sofrimento humano em todo o mundo.
É evidente que a organização é comprometida em fornecer assistência humanitária abrangente, incluindo cuidados de saúde diferenciados, independentemente de questões políticas, raciais, religiosas ou nacionais. A presença de recursos como hospitais de campanha, veículos de emergência médica e diversos recursos médicos demonstra o compromisso da PCI em agir de maneira eficaz em situações de crise e emergência.
O trabalho realizado por organizações como a PCI é de extrema importância para aliviar o sofrimento humano em todo o mundo, especialmente em áreas afetadas por conflitos armados, epidemias e desastres naturais. A capacidade de atuar de forma independente e sem restrições governamentais permite que a organização cumpra sua missão de proteger e ajudar as vítimas de maneira eficaz.
A organização humanitária surgiu com objetivo de levar cuidados de saúde diferenciados para quem mais necessita, independentemente de interesses políticos, raça, credo ou nacionalidade. O objetivo dos membros da PCI é intervir em níveis nacional e internacional, nos cuidados de saúde, assistência médica e medicamentosa.
Dispõe dos seguintes meios de apoio:
- hospital de campanha;
- viatura de emergência médica;
- recursos médicos variados.

## Como atua a instituição PCI
A Paramédicos de Catástrofe Internacional - PCI - dá início a um projeto quando é identificada a existência de uma crise humanitária, ou quando a organização é convidada pelo Governo de um determinado País ou por uma Agência das Nações Unidas.
Em ambos os casos, uma equipe de avaliação, formada por profissionais da PCI com experiência no campo, vai até o país ou comunidade e analisa as necessidades médicas, nutricionais e sanitárias, o contexto político e ambiental, as condições de segurança e de transporte e as capacidades locais.
Assim é tomada a decisão final de intervir, determinando as prioridades de saúde para a região, além da composição da equipe que atuará no país e dos recursos necessários para a missão. Em casos de emergências, entretanto, a prioridade é a ação rápida e pontual: uma intervenção pode ser efetuada em até 48 horas, desde o momento em que é identificada uma crise humanitária.
Diagnosticar e tratar pessoas com problemas de saúde é a atividade prioritária de Paramédicos de Catástrofe Internacional (PCI). As ações são realizadas, em sua maioria, por profissionais do próprio país, recrutados pela PCI e também por expatriados.
Profissionais com experiência de campo coordenam o trabalho, oferecem apoio e tratamento e asseguram que medicamentos e outros recursos médicos estejam sempre disponíveis. Quando necessário, a PCI cria programas especiais para combater doenças específicas, como, por exemplo, a humaniose, a tuberculose, a doença do sono, a malária, as anemias etc.
A equipa da PCI atua em situações de conflito e pós-conflito; no controlo e combate às doenças epidémicas; no socorro de emergências às vítimas de catástrofes naturais; e garante atendimento médico aos excluídos dos sistemas de saúde locais.
Paramédicos de Catástrofe Internacional – PCI é uma organização independente e neutra que assegura a proteção humanitária e a assistência às vítimas de conflitos armados e de outras situações de violência. Toma iniciativa em resposta a emergências e, ao mesmo tempo, promove o respeito ao Direito Internacional Humanitário e sua implementação na legislação nacional de um país.
Paramédicos de Catástrofe Internacional também advoga para que medicamentos acessíveis e de qualidade cheguem às populações mais pobres e carenciadas em toda a parte do mundo, ajudando assim a imunizar o sofrimento da vida humana de quem mais necessitar dos nossos cuidados imergentes e de apoio a longo curso.
PCI oferece cuidados de saúde em situações de crise humanitária de emergência pois é a sua base de trabalho. Atuar em cenários de conflitos, epidemias, endemias, catástrofes naturais, desnutrição e exclusão do acesso à saúde são as principais atuações da PCI. Tais situações pedem ajuda uma intervenção rápida, com atendimento médico especializado e logístico.
Além de oferecer atendimento em situações de extrema urgência, Paramédicos de Catástrofe Internacional (PCI) também se faz presente em locais onde o sistema de saúde não funciona ou não existe.
Paramédicos de Catástrofe Internacional oferece cuidados de saúde básicos e de prevenção em campos de refugiados, deslocados, e em áreas de grande instabilidade ou extremamente isoladas onde o acesso aos cuidados de saúde é escasso ou por muitas vezes nulos.
Paramédicos de catástrofe Internacional leva cuidados de saúde a pessoas em necessidade de ajuda medico humanitária de emergência em meio a conflitos armados, epidemias, desastres naturais, desnutrição e exclusão do acesso a cuidados de saúde
Situações de emergência pedem resposta rápida, com atendimento médico e paramédico especializado e apoio logístico, mas falhas crónicas no sistema de saúde local, como a escassez de instalações de saúde, de profissionais qualificados e a inexistência da oferta de serviços gratuitos para populações sem recursos financeiros, também podem motivar a atuação da organização PCI .
Paramédicos de catástrofe Internacional – PCI , é Independente, neutra e imparcial, determina, de acordo com sua própria avaliação, onde, quando e como agir. Quando a atuação se dá em resposta a uma emergência repentina, como uma catástrofe natural, ela pode ser viabilizada entre 48 e 72 horas.
Por trás da agilidade de resposta de Paramédicos de Catástrofe Internacional – PCI , está um sistema de logística extremamente eficiente: a organização passou a utilizar kits personalizados e adaptados para cada contexto, que são pré-embalados e prontos para viagem e são constantemente aprimorados. Os kits contêm medicamentos, e equipamentos básicos de emergência medica e atendem desde campanhas de vacinação até a montagem de um hospital de campanha de emergência .
Paramédicos de catástrofe Internacional – PCI , também procura unir-se a grupos de utentes para sensibilizar e, às vezes, pressionar os atores envolvidos localmente – órgãos e instituições internacionais e a indústria farmacêutica – para que as populações que mais precisam tenham acesso a medicamentos de qualidade e um acesso aos cuidados de saúde dignos e gratuitos a nível mundial .
Paramédicos de catástrofe Internacional – PCI leva a cabo também projetos a nível de cooperação para o desenvolvimento onde seja necessário à sua atuação e intervenção. Surge, então, como uma organização médico-humanitária que associa socorro médico e testemunho em favor das populações em risco.
Os principais modos de ações dos Paramédicos de catástrofe Internacional – PCI são:
   -Assistência de saúde primária em centros de saúde e clínicas móveis
   -Alimentação e nutrição
   -Saúde materno-infantil
   -Campanhas de vacinação
   -Diagnóstico, tratamento e prevenção de doenças específicas (malária, tuberculose, chagas, HIV/sida etc.)
   -Atendimento a feridos e cirurgia de guerra
   -Cuidados de saúde mental
   -Atendimento a vítimas de violência sexual
   -Distribuição de alimentos e de itens de abrigo de primeira necessidade
   -Construção e manutenção de estruturas de água e saneamento
   -Recuperação de hospitais e clínicas
   -Treino de profissionais (equipa PCI e parceiros de organizações governamentais e não-governamentais)
   -Atividades na área juvenil
   -Apoio ao associativismo juvenil
   -Defesa dos Direitos Humanos e da Igualdade de Géneros
Somos uma organização independente e neutra que assegura a proteção humanitária e de assistência a vítimas de conflitos armados e de outras situações de violência.
Promovemos o respeito ao Direito Internacional Humanitário e sua implementação na legislação nacional de um país.
Um projeto pode ser desencadeado pela existência de uma situação de crise que requer uma resposta humanitária.
O primeiro passo é enviar uma equipa ao local para avaliar a situação (número de pessoas afetadas as necessidades médicas e nutricionais a infraestrutura de transportes, água e saneamento o ambiente político e a capacidade local de responder ao problema) uma intervenção pode ser efetuada entre 48 e 72 horas após identificado o problema.
Assistência
Nosso objetivo é aliviar o sofrimento e contribuir para a sobrevivência das populações mais vulneráveis alegando em nome da ética médica, o direito universal de todas as pessoas para a assistência humanitária e de saúde.
Proteção
Atuamos em situações que ponham em risco iminente a saúde ou a sobrevivência de populações que são atingidas:
Conflito armado, deslocamento e desastres naturais. Epidemias, fome e doenças negligenciadas. Resposta de emergência e projetos estáveis focada no fornecimento de assistência médica e medicamentosa em casos de cólera, sarampo, desnutrição, HIV/SIDA, malária, tuberculose, doença de Chagas, leishmaniose, doença do sono.
Motivos de exclusão.
Intervenções visando a assistência médica humanitária às populações deliberadamente excluídos dos serviços básicos de saúde e de educação: imigrantes ilegais, minorias étnicas ou grupos marginalizados.
Durante as atividades a avaliação dos procedimentos é constante para adaptá-los às necessidades da população atendida.
A troca de informações entre o pessoal que está em campo e nos centros operacionais é contínua o que assegura flexibilidade das operações e otimização dos recursos em favor das pessoas assistidas.
Conflitos Armados
Mais da metade dos programas de PCI é destinada a vítimas de conflitos armados e instabilidade interna.
A organização presta assistência médica a feridos em zonas de guerra.
Refugiados:
Conflitos armados e outras situações de tensão causam grande deslocamento populacional. Em geral as pessoas fogem da violência ou de perseguições integrando assim o quadro de refugiados: civis que deixam de receber proteção do seu governo.
Os refugiados são protegidos por leis internacionais de acordo com o Estatuto dos Refugiados adotado em 1951.
O Alto Comissariado das Nações Unidas para Refugiados (ACNUR) órgão responsável por essa parcela da população estendeu a definição incluindo pequenos ou grandes grupos em fuga coletiva da insegurança ou da guerra ao invés de tratar cada caso individualmente.
Deslocados internos:
Fogem de conflitos, mas não cruzaram a fronteira internacional. Permanecem sob a jurisdição das autoridades locais. Este indivíduo não é considerado um refugiado e não obtém qualquer benefício de nenhuma proteção especial dentro das leis internacionais.
Desnutrição
A desnutrição está associada à metade das mortes de crianças com menos de cinco anos.
Quando se sofre de desnutrição o sistema imunológico fica comprometido e doenças banais podem levar à morte. A patologia é causada pela falta de nutrientes básicos e que muitas vezes não fazem parte dos alimentos distribuídos em situações emergências.
Desastres Naturais
Desastres naturais podem afetar severamente a estrutura de saúde de uma região ou país em questão de minutos. Intervir com a maior rapidez é a base necessária de uma missão bem-sucedida.
Exclusão de Cuidados de Saúde
Mesmo em países e regiões onde não ocorram conflitos algumas pessoas acabam excluídas do sistema de saúde por razões sociais (migrantes, refugiados) populações que vivem em áreas de vulnerabilidade social, grupos étnicos e outras minorias que acabam expostas à violência e a doenças contagiosas.

## Quem Somos?
Somos uma organização humanitária na área medica, sem fins lucrativos e de utilidade publica de Portugal. Levando a cabo a nível  mundial ajuda médica e medicamentosa a fim de proporcionar uns cuidados de saúde diferenciados e gratuitos com o objetivo de salvar vidas e aliviar o sofrimento humano.
A nossa missão é melhorar a qualidade de vida através de intervenções de saúde e oferecendo formação/capacitação de recursos humanos locais e cuidados de saúde de emergência humanitária para as populações locais, assistência médica e medicamentosa.
Paramédicos de Catástrofe Internacional – PCI é uma organização independente médica humanitária internacional que fornece ajuda de emergência em mais de 18 países para pessoas afetadas por:
a) Conflitos armados;
b) Epidemias;
c) Desastres naturais ou provocados pelo homem;
d) Exclusão de cuidados de saúde.
Oferecemos assistência a pessoas com base na necessidade sem distinção de raça, sexo, religião ou afiliação política.
A atuação de Paramédicos de Catástrofe Internacional – PCI é, acima de tudo, médica e medicamentosa. A organização leva assistência e cuidados preventivos a quem mais necessita, independentemente do país onde se encontra.
Em situações em que a atuação médica não é suficiente para garantir a sobrevivência de determinada população – como ocorre em casos de extrema urgência, a organização pode fornecer:
a) Água;
b) Alimentos;
c) Saneamento;
d) Abrigo;
e) Segurança;
f) Cuidados de Saúde;
g) Reabilitação de Infraestruturas;
h) Telecomunicações em Emergência;
i) Formação;
j) Busca e Salvamento;
Esse tipo de ação dá-se prioritariamente em períodos de crise humanitária e de emergência que varia entre um a seis meses onde é assegurado a referida assistência médica e humanitária Às populações mais desprotegidas e desfavorecidas, garantido desta forma os direitos fundamentais e universais dos direitos do Homem e no acesso à saúde, educação e alimentação.
A atuação de Paramédicos de catástrofe Internacional – PCI respeita as regras da ética médica e de outros profissionais de saúde referentes a outras profissões, é dever de oferecer auxílio médico e medicamentoso gratuitamente sem prejudicar qualquer indivíduo ou grupo e a sua imparcialidade, garantindo o direito à confidencialidade do utente.
Perante todas as suas atividades que temos o nosso único objetivo é servir o ser humano e contribuir para a concretização de um mundo menos conflituoso e sustentável. Levamos ajuda humanitária a toda a parte do mundo onde seja necessária a sua intervenção.A carta do presidente e fundador dos Paramédicos de Catástrofe Internacional, Bruno Ferreira, é um documento comovente que destaca a missão e os princípios fundamentais da organização. Bruno Ferreira expressa sua gratidão aos apoiadores e voluntários que desempenham um papel essencial nas atividades médicas e humanitárias da PCI em todo o mundo.
A carta enfatiza a importância da ajuda humanitária em situações de crise, como conflitos armados, epidemias, exclusão social e desastres naturais. Ela destaca os princípios de integridade, transparência e persistência que guiam a organização em seu trabalho humanitário.
O presidente Bruno Ferreira também ressalta a importância do acesso a cuidados de saúde como um direito fundamental para todas as pessoas, independentemente de sua nacionalidade, religião, raça ou condição econômica. Ele sublinha o compromisso da PCI em fornecer cuidados globais de saúde, abordando não apenas a doença, mas também o bem-estar físico, psicológico e social.
A carta conclui com uma expressão de agradecimento aos apoiadores e voluntários que tornam possível o trabalho humanitário da PCI e com um chamado para continuar lutando por uma Humanidade mais justa e sustentável.
Essa mensagem destaca a importância do trabalho das organizações humanitárias na busca por um mundo mais solidário e compreensivo, onde o sofrimento humano possa ser aliviado e o bem-estar de todos seja promovido.
Caro(a) amigo(a)
Durante estes últimos anos de existência dos Paramédicos de Catástrofe Internacional a sua participação e apoio foram fundamentais para o desempenho das nossas atividades médicas e humanitárias em vários locais do mundo.
A ajuda humanitária existe para salvar vidas, aliviar o sofrimento e contribuir para restaurar o potencial de indivíduos quando suas vidas estão ameaçadas. Cada país onde Paramédicos de Catástrofe Internacional está presente enfrenta pelo menos uma destas situações: conflito armado, epidemias, violência social/exclusão de cuidados de saúde e desastres naturais. São eventos que desencadeiam uma resposta humanitária. É da nossa obrigação de chamar a atenção para este problema de forma a garantir que aqueles que precisam serão assistidos.
Para isso procuraremos sempre demonstrar o nosso trabalho e empenho.
Integridade, coerência, operacionalidade, frontalidade, persistência e transparência é o nosso lema.
No entanto necessitamos contar com a compreensão dos cidadãos, empresas e das instituições públicas que sabem o quanto é essencial para todos nós que esses objetivos sejam atingidos.
Tudo o que fazemos não passa de uma gota de água. As nossas ações e mensagens são apenas em nome de um ideal humano.
Convido-vos a viajar pelo nosso site e darem-nos a vossa atenção pois estamos a contribuir para o bem-estar da humanidade.
Reconhecemos as limitações da ajuda humanitária. Levar assistência às populações em todos os conflitos ou catástrofes não é uma tarefa fácil. As nossas ações refletem-se numa análise do potencial benefício que podemos trazer e sempre questionamos a pertinência da nossa presença.
O acesso a cuidados de saúde é um direito fundamental de todos os seres humanos, independentemente da sua nacionalidade, religião, ideologia, raça ou possibilidades económicas. O facto de esse direito fundamental não ser garantido a um enorme número de pessoas quer em Portugal quer no estrangeiro justifica a ação de Paramédicos de Catástrofe Internacional. Como organização não-governamental (ONG) de ajuda humanitária e cooperação para o desenvolvimento a prestação de cuidados globais de saúde é o pilar da ação.
Não combatemos apenas a doença lutamos por fazer chegar aos mais desprotegidos um conceito alargado de saúde que inclui o bem-estar físico, psíquico e social tal como foi definido pela Organização Mundial de Saúde na conferência que decorreu em 1979 em Alma-Ata.
A denúncia das injustiças sociais junto da opinião pública para que o aumento da consciência social de cada um seja a garantia da recusa das injustiças cometidas todos os dias um pouco por todo o mundo. Como afirma o nosso lema “ Tudo por um Sorriso“ conseguimos manter o nível global da nossa atividade de anos anteriores com rigor, prudência e sustentabilidade.
Assente na vontade de concretizar o sonho de alargar ao mundo as fronteiras da solidariedade pretendemos continuar a lutar com tenacidade com uma equipa incansável o apoio de muitos amigos, por uma Humanidade mais forte mais justa e mais sustentável de forma a permitir um futuro diferente e melhor para as próximas gerações. É notável também o dinamismo da sociedade civil, voluntários nacionais e internacionais das pequenas organizações que em todo o território nacional e internacional promovem abnegadamente a divulgação dos nossos objetivos.
Em nome da minha equipa operativa e de voluntários pertencentes a esta unidade operacional de emergência e de todos aqueles a quem levamos um sorriso, solidariedade, amizade e ajuda humanitária, gostaria de agradecer o vosso apoio incondicional, sem vós seria impossível desenvolver um trabalho humanitário e de cooperação para o desenvolvimento de forma tão independente e profissional.
Cordialmente Grato, e bem hajam….
O Presidente e fundador dos Paramédicos de Catástrofe Internacional
Bruno Ferreira

## Reconhecimento dos PCI
Entidade Reconhecida na Área da Formação – DGERT nas áreas 164,311,721,726,762,813,853,862,723,729,861
Instituição de Utilidade Pública
Instituição de Solidariedade Social – IPSS
Organização não Governamental para o Desenvolvimento – ONGD
Organização não Governamental do Ambiente – ONGA
Organização não Governamental de Ajuda Humanitária – ONGH
Plataforma de Apoio aos Refugiados
Plataforma das ONG Portuguesas
Instituição Juvenil-IPDJ
Membro Observador da CPLP
Membro Observador da UNODC
Organização não governamental para os direitos das mulheres-ONGDM
Registo de associações Juvenis
Registo na OMS para ajuda humanitária
Entidade reconhecida na área da formação pelo Ministério da Educação
Organização não Governamental do Ambiente – ONGA
Registo no programa de DAE- Desfibrilação Automática Externa – INEM
Membro da plataforma por Darfur-MPD
Estatuto especial de consultor junto do concelho das Nações Unidas- ONU
Registo na ARS Lisboa e vale do Tejo
Registo na DGS como entidade prestadora de serviços médicos
Registo no Ministério da administração Interna
Licença /Alvara de uso exclusivo de Fardamento para as suas atividades
Licenças de uso de avisados sonoros e luminosos de cor azul em todos os seus veículos de urgência/emergencia
Registo no ministério dos negócios Estrangeiro-me
Registo na Entidade Reguladora de saúde -ERS
Registo na Entidade INFARMED para uso uso de medicamentos
Registo na INFARMED para aquisição direta de medicamentos para uso humano
Licença de Transporte de Doentes não urgentes imitido pelo INEM
Registo no IDT
Outras Plataformas das ONGS a Nível Internacional
Entidade Formadora INEM (SBVD, SBVP, TAT, TAS)
Entidade Formadora ISN- para administração de Cursos de Nadador Salvador
Entidade Formadora EMPACT
Organização não Governamental dos Direitos da Mulher – ONGDM
Organização não Governamental dos Direitos Humanos-ONGDH
Organização não Governamental de Ajuda Humanitária – ONGH
Entidade Formadora do IEFP para administração de formação pedagógica inicial de formadores
Entidade Formadora ECSI para a formação de emergencia medica, SBVD,SBV, Primeiros socorros entre outros cursos a nivel internacional
Entidade Formadora pela American Safety no âmbito da emergencia medica e resgate
Outras acreditações em Curso no âmbito da formação
Louvores e reconhecimentos nacionais e Internacionais
É notável e louvável que os Paramédicos de Catástrofe Internacional tenham recebido reconhecimento pelo seu trabalho de interesse público, tanto a nível nacional quanto internacional, ao longo de 21 anos de serviço. O apoio e o reconhecimento de diversas entidades, instituições e órgãos do estado demonstram a importância e o impacto positivo do trabalho humanitário realizado pela PCI.
O reconhecimento do trabalho de organizações como a PCI é fundamental para aumentar a conscientização sobre questões humanitárias e promover a solidariedade em todo o mundo. Isso destaca a importância de apoiar organizações que se dedicam a aliviar o sofrimento humano e contribuir para um mundo mais justo e sustentável.
Agradecemos à PCI por seu compromisso e dedicação ao serviço humanitário, que tem beneficiado pessoas em todo o mundo ao longo de duas décadas.

Contacto gerais:
Rua Pedro Alvares Cabral – Pontinha 1675-151 Portugal
Telefone: (00351) 215 881 213
Fax: (00351) 215 881 213
Horário de funcionamento: 24h por dia em todo o país